# Mike Terence Elliot Stambuk
Mike Terence Elliot Stambuk (Santiago, 18. srpnja 1979.), čileanski košarkaš, hrvatskog podrijetla.
Igrao je za Čile na južnoameričkom prvenstvu 2004. i 2008. godine. 